# Aidu-Nõmme
Aidu-Nõmme – wieś w Estonii, w prowincji Virumaa Wschodnia, w gminie Maidla.